# Pequod
Pequod var en svensk litteraturtidskrift grundad 1992. Den lades ner 2011. Det tillknutna förlaget Pequod Press är däremot fortsatt verksamt och har publicerat verk av bland andra Jonas Brun, Hanna Hallgren, Leif Holmstrand, Peter Lucas Erixon, Birgitta Lillpers, Kristian Lundberg och Eva Ribich.

## Tidskriftens historik och utveckling
Pequod gavs ut i Malmö av kulturföreningen Pequod. Den startades mars 1992, delvis med hjälp av Kulturrådets stöd till kulturtidskrifter, och hade i bästa fall kvartalsutgivning. Fram till nedläggningen april 2011 gavs 48 nummer ut – 43 nummer om de fem dubbelnumren räknas som ett nummer. Det sista numret gavs endast ut digitalt och publicerades på webben.
I Pequod kretsade det mesta av innehållet kring den litterära texten. Den tillhörde de kulturtidskrifter som hade en egen agenda och mer försökte forma samtiden än att beskriva den. Bland de författare som passerat revy genom tidskriftens 19 år fanns André Breton, Herman Melville, Harold Pinter, Boris Vian, Jorge Luís Borges, Ragnar Strömberg, Louis Aragon, Lina Ekdahl och Åsa Crona (olika nummers teman syns i utgivningslistan nedan).
Många av de svenska (och vissa utländska) författare som synts med dikter, noveller och essäer i tidskriften har också kommit ut i bokform på det egna förlaget Pequod Press.
Pequod testade 2011 med att ge ut ett helt digitalt nummer, och ambitionen var att ta reda på vad som händer med poesin när den förlorar papperet som medium. Tidskriftens nummer 48 kom dock att bli dess sista.

## Utmärkelser
Tidskriften blev vid flera tillfällen nominerad till priset som Årets kulturtidskrift, en utmärkelse som delas ut av Föreningen för Sveriges Kulturtidskrifter sedan 1996.

## Utgivning

### Tidskriftsnummer
- 1992: Nr. 1–3 (teman: Rösten, Musik, Skönlitterärt)
- 1993: 4–6 (Hantverk, Forum 1993/Det som retar, Flöden)
- 1994: 7–9 (–, Omgivningar, Demokrati)
- 1995: 10–12/13 (–, –, OuLiPo)
- 1996: 14–17 (Reportage, Engelsk lyrik, Jakt & fiske, Artaud/Breton/Laaban)
- 1997: 18–20/21 (Digt/Dikt, Staden och grymheten, Grå humor)
- 1998: 22 (–)
- 1999: 23–24/25–26 (Toalett, Herman Melville, Underjorden)
- 2000: 27–28 (Text som konst, Kaffe)
- 2001: 29 (Brott)
- 2002: 30–31/32 (Jubileumsnummer, Film)
- 2003: 33 (Nej)
- 2004: 34 (Postkolonialism)
- 2005: 35–36 (–, Honza Jensen)
- 2006: 37–39 (Trieste, Cykling, Påskliljan)
- 2007: 40–41 (Symbolism, Sverige möter USA på konstgräs)
- 2008: 42/43–44 (Gå, Flipper)
- 2009: 45–46 (Vänta, Postdramatik)
- 2010: 47 (Spel & lek)
- 2011: 48 (–)

## Källhänvisningar
1. 1 2  "litteraturtidskrift". NE.se. Läst 17 oktober 2014.
2. 1 2  "Tidskriften". Pequod.se. Läst 17 oktober 2014.
3. ↑  " Pequod / utges av Kulturföreningen Pequod". Arkiverad 21 oktober 2014 hämtat från the Wayback Machine. Stadsbibliotek.org. Läst 17 oktober 2014.
4. ↑  "Nr 48, april 2011". Pequod.se. Läst 17 oktober 2014.
5. ↑  Kolmisoppi, Mats (2007-09-28): "Tidskriftseliten?". HD.se. Läst 17 oktober 2014.
6. ↑  "Pequod i nutiden". Tidskrift.nu, 2011-04-20. Läst 17 oktober 2014.
7. ↑  "Årets Kulturtidskrift får 40.000 kr". Arkiverad 21 oktober 2014 hämtat från the Wayback Machine. Sverigestidskrifter.se, 2007-09-07. Läst 17 oktober 2014.
8. ↑  "Hemslöjd blev årets kulturtidskrift 2014". Fsk.net. Läst 17 oktober 2014.